# Espère
Espère – miejscowość i gmina we Francji, w regionie Oksytania, w departamencie Lot.
Według danych na rok 1990 gminę zamieszkiwało 799 osób, a gęstość zaludnienia wynosiła 127 osób/km² (wśród 3020 gmin regionu Midi-Pyrénées Espère plasuje się na 413. miejscu pod względem liczby ludności, natomiast pod względem powierzchni na miejscu 1384.).